# Lenguas mosetenas
Las lenguas mosetenas o mosetén-chimané son un pequeño grupo de lenguas cuasi-aisladas habladas en Bolivia. Propiamente consta de las variedades de mosetén (585 hablantes en 2000; 750 en 2003) y del chimané o tsimané (4.735 en 2000; 4.000-8.000 en 2003; 5.316 en 2007).
Desde la promulgación del decreto supremo N.º 25894 el 11 de septiembre de 2000 el chimán y el mosetén son dos de las lenguas indígenas oficiales de Bolivia, lo que fue incluido en la Constitución Política al ser promulgada el 7 de febrero de 2009.
En 2024, el manuscrito Diccionario Castellano-Moseteno y Moseteno-Castellano de 1874 fue incorporado al Registro Regional del Programa Memoria del Mundo de América Latina y el Caribe (MoWLAC) de la Unesco. El diccionario de la lengua mosetén, elaborado en Covendo con aportes de misioneros e indígenas, preserva el patrimonio cultural y lingüístico mosetén en ámbitos como la música, la agricultura y los rituales espirituales.

## Clasificación
Las lenguas mosetenas no tienen parentesco probado con ninguna otra familia de Sudamérica, aunque se han propuesto posibles relaciones con otras familias. El mosetén ha sido comparado más frecuentemente con las lenguas pano-tacanas, e incluso varios autores han propuesto una macrofamilia macro-pano que incluiría al mosetén. Igualmente Morris Swadesh especuló con una relación entre las lenguas chon y las lenguas mosetenas.
Además existe cierta cantidad de léxico común con el pukina y el uru-chipaya, aunque eso podría indicar más que una relación genética una influencia cultural.
El proyecto comparativo ASJP sugiere una posible relación lejana con las lenguas peba-yagua, habladas en la región donde convergen Perú, Colombia y Brasil. Sin embargo, dicha similitud podría deberse a razones accidentales y no es prueba en firme de parentesco.

### Lenguas de la familia
De acuerdo con Adelaar las familia mosetena consistiría en:
- Mosetén de Santa Ana
- Mosetén de Covendo
- Chimané o Tsimané

## Esbozo gramatical

### Fonología
Las lenguas mosetenas presentan inventarios de fonemas vocálicos de entre 5 y 6 vocales, dependiendo de la variedad, para el mosetén de Covendo se tiene:
|               | Anterior | Central | Posterior |
| ------------- | -------- | ------- | --------- |
| Vocal cerrada | i/ĩ      |         |           |
| Vocal media   | e/ẽ      | ə/ə̃     | o/õ       |
| Vocal abierta |          | a/ã     |           |

Para el mosetén de Santa Ana y el chimane se tiene el siguiente inventario vocálico:
|               | Anterior | Central | Posterior |
| ------------- | -------- | ------- | --------- |
| Vocal cerrada | i/ĩ      | ɨ/ɨ̃     |           |
| Vocal media   | e/ẽ      | ə/ə̃     | o/õ       |
| Vocal abierta |          | a/ã     |           |

En cuanto a las consonantes se tiene siguiente el inventario de fonemas consonánticos de las lenguas mosetenas:
|             |             | Labiales | Coronal | Palatales | Velares | Glotales |
| ----------- | ----------- | -------- | ------- | --------- | ------- | -------- |
| Oclusivas   | sordas      | p        | t, tj   |           | k       | ʔ        |
| Oclusivas   | aspiradas   | ph       |         |           | kh      |          |
| Oclusivas   | sonoras     | b        | d, dj   |           |         |          |
| Fricativas  | Fricativas  | f        | s       | ʃ         |         | h        |
| Africadas   | simples     |          | ts      | tʃ        |         |          |
| Africadas   | aspiradas   |          | tsh     | tʃh       |         |          |
| Nasales     | Nasales     | m        | n       | ɲ         |         |          |
| Vibrante    | Vibrante    |          | r       |           |         |          |
| Semivocales | Semivocales |          | ʋ       | j         |         |          |

### Léxico y clases de palabras
En cuanto al léxico y las clases de palabras en las lenguas mosetenas, se puede señalar lo siguiente (Sakel, 2009: 343-347):
- En general el mosetén y el chimane son muy similares en lo que concierne a las clases de palabras. Se distinguen clases de palabras abiertas, a saber: nombres, adjetivos, adverbios y verbos; y clases cerradas, tales como los pronombres, los adverbios de lugar y las partículas.
- El mosetén presenta un sistema de pronombres muy rico. En el cuadro 4, se muestran los pronombres personales libres, los cuales son similares en las tres variedades (Mosetén de Covendo [CO], Mosetén de Santa Ana [SA] y Chimane [CH]). Se observan, además, dos pronombres demostrativos, uno para cada género: öi ‘esta’ y uts ‘este’ [CH, SA] / iits ‘este’ [CO]. Los pronombres posesivos son las formas de los pronombres personales, combinados con una marca de vinculación o nexo, como se observa en yäe-sï’ phen [1SG-NEX.F mujer(F)] ‘mi esposa’ [CO].

|                | Mosetén de Covendo [CO] | Mosetén de Santa Ana [SA] | Chimane [CH] |
| 1SG ‘yo’       | yäe                     | yäe                       | yu           |
| 2SG 'tú'       | mi                      | mi                        | mi           |
| 3SG.M ‘él’     | mi'                     | mu'                       | mu'          |
| 3SG.F ‘ella’   | mö’                     | mo'                       | mo'          |
| 1PL ‘nosotros’ | tsin                    | tsun                      | tsun         |
| 2PL ‘ustedes’  | mï’ïn                   | mi’in                     | mi’in        |
| 3PL.M ‘ellos’  | mi’in                   | mu’in                     | mu’in        |
| 3PL.F ‘ellas’  | mö’in                   | mo’in                     | mo’in        |

- En las lenguas mosetenas, se distinguen adverbios de lugar que están constituidos por formas pronominales combinadas con marcadores relacionales. Estos adverbios expresan tres niveles de distancia ('cerca', '(muy) lejos', 'aquí') y coinciden en género con un nombre que está cerca, por lo general el tema del discurso, como se aprecia en (1). También se observan adverbios de lugar léxicos, como p.ej. faj ‘fuera’, mej ‘abajo’, etc.

| (1) | Mi’                                                                | jen’  | mi’   | ji-te-’               | Maria    | mö-wë. |
|     | 3SG.M                                                              | padre | 3SG.M | enviar-PON.MOCT-3.F.O | María(F) | 3.F-RA |
|     | ‘El padre envió a María allí (lejos, no visible desde aquí).’ [co] |       |       |                       |          |        |

- En el cuadro 5, se presentan los numerales, del 1 al 10, en mosetén de Covendo y chimane:

|    | Mosetén de Covendo    | Chimane               |
| 1  | jïrïs (F)/ jïrïty (M) | yiris (F)/ yirity (M) |
| 2  | päeräe’               | pärä’                 |
| 3  | chhibin               | chibin                |
| 4  | tsiis                 | vajpedye’             |
| 5  | khanam’               | ’canam’               |
| 6  | jaebae in             | jäbän                 |
| 7  | yaewaetidye’          | yävätidye’            |
| 8  | khen’khan             | quenćan               |
| 9  | arajtyak              | araj tac              |
| 10 | tyak                  | yiri’ tac             |

- El mosetén presenta, además, dos partículas evidenciales, katyi’ ‘rumores’, como se observa en (2), e ishtyi’ ‘sensorial’, como se aprecia en (3). Estas partículas son utilizadas opcionalmente para subrayar que algo está basado en una experiencia personal o en rumores de otros. Además de los evidenciales, se observan también marcadores discursivos que son utilizados muy a menudo, como, por ejemplo, los marcadores de énfasis anik, tyäkä’ y räeique, que enfatizan la importancia de lo que dice el hablante, y marcadores como me’ y khäque, que expresan ‘de esta manera, entonces, bien’.

| (2) | Mö-wë                                            | katyi’ | jady-i-ki-’.            |
|     | 3.F-RA                                           | RPT    | ir.y.volver-EX-MOCK-F.S |
|     | ‘Ella fue allí y volvió – alguien me dijo.’ [co] |        |                         |

| (3) | Mö-wë                                  | ishtyi’ | jady-i-ki-’.            |
|     | 3.F-RA                                 | EVI     | ir.y.volver-EX-MOCK-F.S |
|     | ‘Ella fue allí y volvió – Lo vi.’ [co] |         |                         |

### Morfología
En cuanto a la morfología de las lenguas mosetenas, se puede señalar lo siguiente (Sakel, 2009: 347-358):
- Las lenguas mosetenas son sobre todo aglutinantes, aunque existen una serie de características fusionales, básicamente en el sistema verbal. En estas lenguas, se distinguen procesos morfológicos de afijación, reduplicación y cliticización. La mayoría de afijos aparecen con verbos como sufijos; también se observa un conjunto de prefijos y un infijo.
- En cuanto a la morfología nominal, se observan marcadores de relación nominal, cuya función podría compararse con la de los ‘casos’ o preposiciones oblicuas en otras lenguas. Dichos marcadores (o clíticos) se unen a la frase nominal para marcar diferentes nociones, así como la noción de 'lugar', como se observa en (4). Algunos ejemplos de marcadores de relación nominal son -ya’ ‘en, cerca de, enfrente de’, ‑khan ‘en, bajo’, -we ‘río abajo, detrás, al otro lado’.

| (4) | Mu’-che’                                            | jáman-che’ | farajje-te-in. |
|     | 3.M-SUP                                             | playa-SUP  | dejar-3.M.O-PL |
|     | ‘Lo dejaron allí en la playa.’ [CH] (Gill 1999: 12) |            |                |

- En la morfología nominal, se observa también un marcador de número plural, el clítico -in, como en wiya’-in ‘ancianos’ [CO, SA]. La pluralidad puede expresarse también a través de la reduplicación o , más aún, puede también entenderse sin la presencia de un marcador. Además de la pluralidad, se distinguen también dos géneros en mosetén, el femenino (F) y el masculino (M). La asignación del género es arbitraria, excepto en los casos de seres vivos superiores y humanos, cuyo sexo generalmente se refleja en la asignación de género. El mosetén presenta, además, un sistema de concordancia de género extensa, que aparece en pronombres y elementos basados en pronombres, como los adverbios de lugar, y en elementos que muestran el nexo vinculador, como los números ordinales, como se observa en (5):

| (5) | Chhibin’-yi’-si’                             | mayedye’ | khindyem’-ra’  | karijtyaki-tsin. |
|     | 3-ORD-NEX.F                                  | día(F)   | finalmente-IRR | trabajar.M.S-1PL |
|     | ‘El tercer día, finalmente trabajamos.’ [CO] |          |                |                  |

- En cuanto a los adjetivos en Mosetén, pueden expresar una amplia variedad de significados, como p.ej. edad, valor, rasgos físicos, colores, etc., y pueden aparecer en una posición de modificación, como en (6), o predicación, como en (7).

| (6) | där-tyi’                                | shi’  |
|     | grande-NEX.M                            | tapir |
|     | ‘un tapir grande’ [CH] (Gill 1999: 151) |       |

| (7) | mo’                        | shiish | jaem’ |
|     | 3SG.F                      | carne  | bueno |
|     | ‘la carne está buena’ [CO] |        |       |

- En mosetén, algunos adjetivos pueden actuar como adverbios de modo, como p.ej. jaem’ ‘bueno, bien’ en jaem’si’ jaesdye’ ‘buena chicha’ y jaem’ jaes-i-’ ‘hace bien la chicha’. Se observan, además, varios adverbios temporales, como p.ej. khin’ ‘hoy, ahora’, mäen’jä’ ‘ayer’, nöjnöj ‘mañana’, pamin ‘antes’, etc.
- En cuanto a la morfología verbal, la familia mosetén presenta un sistema complejo de referencia cruzada en los verbos, con marcación de género y, en un caso (1PL inclusiva), de persona del sujeto en los verbos intransitivos, y con varias combinaciones de las categorías género, número y persona del sujeto y/u objeto en los verbos transitivos.
- En mosetén, los verbos están organizados en un sistema de predicados complejos, que constan de un elemento inflexivo y un elemento no inflexivo. En (8), por ejemplo, sak- ‘irse’ es el elemento no inflexivo que se combina con el elemento inflexivo ‑yi- ‘hacer, ser’, glosado como ‘FAC.COP’. La mayoría de los elementos inflexivos, que corresponden a una clase cerrada, pueden aparecer también por sí solos como verbos simples, como se observa en (9):

| (8) | Yäe               | sak-yi-ø.         |
|     | 1SG               | irse-FACT.COP-M.S |
|     | ‘Yo me voy.’ [CO] |                   |

| (9) | Yäe                    | yi-ø.     |
|     | 1SG                    | decir-M.S |
|     | ‘Yo digo (algo).’ [CO] |           |

- En la familia mosetén, el aspecto se marca por medio de afijos, reduplicación, clíticos, partículas y construcciones con ciertos verbos. Las distinciones aspectuales que se observan en estas lenguas son el progresivo, como en (10), el habitual, el incoativo, el iterativo, como en (11), y el durativo.

| (10) | Ćosh-va’jo-i’                                     | na   | mo’   | jäye’ | yu. |
|      | dormir-PTCP-F.S                                   | FOCC | 3SG.F | nieta | 1SG |
|      | ‘Mi nieta estaba durmiendo.’ [CH] (Gill 1999: 86) |      |       |       |     |

| (11) | Ka-’-b-e-’.                                 |
|      | aplaudir-ITE-aplaudir-EX-3.F.O              |
|      | ‘Él le aplaude a ella (varias veces).’ [CO] |

- Las lenguas mosetenas presentan varios marcadores de moción asociada, cuya función es indicar que una acción toma lugar mientras se está en movimiento, como p.ej. -chu- 'realizar en el camino hacia aquí’ en (12), o a la llegada después del movimiento, como p.ej. sh- ‘venir para realizar una acción’ en (13).

| (12) | Ćhei’-ya’-ye-chu-ban.                               |
|      | cerca-ADES-FACT.COP-SUP-REP                         |
|      | ‘Él se acercó (a su vuelta).’ [CH] (Gill 1999: 124) |

| (13) | Karij-tya-ki-j-sh-a’.             |
|      | duro-PON-ANTP-DIR-MOCS-1PI.S      |
|      | ‘Vendremos a trabajar aquí.’ [CO] |

### Sintaxis
En cuanto a las características sintácticas de las lenguas mosetenas, se puede señalar lo siguiente (Sakel, 2009: 358-366):
- El orden de las palabras en las cláusulas verbales es relativamente flexible, pero hay una preferencia por el orden básico SV(O).
- En las cláusulas predicativas, el sujeto y el predicado se combinan solamente mediante la yuxtaposición, como se observa en (14):

| (14) | Dyïñäe’                      | trampa. |
|      | Dyïñäe                       | trampa  |
|      | ‘Dyïñäe es una trampa.’ [CO] |         |

- Las cláusulas interrogativas pueden presentar pronombres interrogativos, marcadores de pregunta o ambos. Los marcadores de preguntas son utilizados en preguntas informativas (preguntas para obtener información), como en (15), preguntas absolutas (preguntas sí/no), como en (16), y también pueden dar una indicación de lo que el hablante espera que sea la respuesta, como en (17).

| (15) | Jun’-dash                                                                | boj-ban            | mi? |
|      | cómo-INT                                                                 | superficie-REP.M.S | 2SG |
|      | ‘¿Por qué llegaste a la superficie (en el lago?)?’ [CH] (Gill 1999: 141) |                    |     |

| (16) | Anik-dyaj                           | mï’ïn | bis-te           | Sheshejwintyi’? |
|      | ENF-INTA                            | 2PL   | esperar-EX.3.M.O | Creador         |
|      | ‘¿Estás esperando al Creador?’ [CO] |       |                  |                 |

| (17) | Jedye’                        | am   | mö’   | fächdyïm’?                |
|      | cosa                          | INTI | 3SG.F | flecha.de.palma.de.chonta |
|      | ‘¿Qué es este fächdyïm?’ [CO] |      |       |                           |

- En mosetén, se observan diferentes combinaciones de cláusulas, a saber: cláusulas coordinadas, que se realizan a través de la yuxtaposición, cláusulas contrastivas, como en (18), cláusulas relativas, como en (19), cláusulas de complemento, como en (20), y cláusulas adverbiales (de motivo, lugar, manera, tiempo y propósito), como en (21).

| (18) | Ji’-säcs-e-’                                      | tsan’ | yu  | jam | säcs-i-’.    |
|      | CAUS-comer-EX-3.F.O                               | pero  | 1SG | NEG | comer-EX-F.S |
|      | ‘La alimenté pero no comió.’ [CH] (Gill 1999: 58) |       |     |     |              |

| (19) | Mi’                                                               | soñi’  | näij-te-tyi’        | mi  | ïnöj-yä’     | äej-ä-te       | jiri-ty | ïtsïkï. |
|      | 3SG.M                                                             | hombre | ver-PON.3.M.O-NEX.M | 2SG | momento-ADES | matar-EX-3.M.O | uno-M   | jaguar  |
|      | ‘El hombre que has visto hace un ratito ha matado un tigre.’ [CO] |        |                     |     |              |                |         |         |

| (20) | Khin-ra’                                    | jemoñ-e-’          | jaem’ | jaes-i-’-mi.             |
|      | ahora-IRR                                   | tener.que-EX-3.F.O | bueno | masticar.yuca-EX-F.S-2SG |
|      | ‘Ahora tienes que hacer chicha buena.’ [CO] |                    |       |                          |

| (21) | Jam-ra’ | mö’   | soñi-tye-te           | khäkï-rä’  | anik | min-min | kinakdye’, | wodyo’          | kishri-i.     |
|      | NEG-IRR | 3SG.F | hombre-PON-APLD.3.M.O | porque-IRR | ENF  | ASO-RED | jaguar     | en.cuatro.patas | pintar-EX.M.S |
|      | ‘Ella no puede tener valor (para verlo), porque realmente está entre tigres, en cuatro patas, pintada.’ [CO] |       |                       |            |      |         |            |                 |               |

- En mosetén, la negación general se expresa con la partícula jam, como en (22). En estas lenguas, se observan también diferentes estructuras de voz, a saber: la voz causativa, aplicativa, media, antipasiva y pasiva. A manera de ejemplo, se presenta en (23) una oración en voz pasiva. Por último, las lenguas mosetenas presentan diversas partículas discursivas, que incluyen los marcadores de foco, tales como näjä’ 'foco contrastivo' en (24), y los marcadores de certeza.

| (22) | Pärëj-ki                 | jam | me’-in. |
|      | otro-CNTR                | NEG | así-PL  |
|      | ‘Otros no son así.’ [CO] |     |         |

| (23) | Mö’                                                      | raem’-ya-k.        |
|      | 3SG.F                                                    | morder-FACT.COP-PP |
|      | ‘Ella fue mordida.’ (Ella vio o escuchó el insecto) [CO] |                    |

| (24) | Yäe-sï’                                                                      | tï’    | näjä’ | Jeanette! |
|      | 1SG-NEX.F                                                                    | nombre | FOCC  | Jeanette  |
|      | ‘Mi nombre es Jeanette!’ (Respuesta a la pregunta ‘¿Cómo estás Sofía?’) [CO] |        |       |           |